# 千野葉子
千野 葉子（せんの ようこ、1986年11月24日 - ）は、日本の元女子バレーボール選手、アスレティックトレーナー。

## 来歴
香川県高松市出身。小学校4年生からバレーボールを始める。香川県立高松北高校では、同期の遠藤りつこらと共に春高バレー（1年時、県勢初のベスト4）・国体・インターハイに出場し、2006年世界ジュニア選手権を経験した。
2005年、JTマーヴェラスに入団。2009年5月、現役引退、同チームのマネージャーとなった。2013年5月、JTを退団。
その後、専門学校に通い柔道整復師とアスレティックトレーナーの資格（JATAC-ATC）を取得。
2017/18シーズンでは、1シーズントレーナーとしてJTに在籍した。
2018/19シーズンから、元JT監督の石原昭久が監督を務める群馬銀行グリーンウイングスのアシスタントトレーナーを務める。
2020年に早稲田大学人間科学部eスクールに入学。2023年に卒業している。
2021年、2020/21シーズン終了をもって群馬銀行グリーンウイングスを退団した。
2024年現在は、香川県高松市の整体院に勤務している。

## 所属チーム
- 栗林小
- 桜町中
- 香川県立高松北高等学校
- JTマーヴェラス（2005-2009年）